# Ordine dell'albero del drago
L'Ordine dell'albero del drago è un'onorificenza capoverdiana.

## Storia
L'Ordine dell'albero del drago è stato istituito con la legge n° 20/III/ 87 del 15 agosto 1987. È dedicato all'albero del drago che simboleggia la capacità di recupero con cui il popolo di Capo Verde ha lottato per l'indipendenza nazionale.

## Assegnazione
L'Ordine viene assegnato premiare meriti nello sviluppo economico, culturale, scientifico e tecnico dello Stato.
È assegnato dal Presidente di Capo Verde di propria iniziativa oppure su proposta dell'Assemblea Nazionale o del Governo.
Può essere assegnato a cittadini stranieri e postumo.

## Classi
L'Ordine dispone delle seguenti classi di benemerenza:
- I Classe, distintivo da portare su fascia e placca da portare sul torace a sinistra;
- II Classe, distintivo da portare su nastro al collo;
- III Classe, distintivo da portare su nastro al petto.

| Nastri     | Nastri    | Nastri   |
| ---------- | --------- | -------- |
| III Classe | II Classe | I Classe |

## Insegne
- Il distintivo è una medaglia d'oro con al centro l'immagine di una foglia e di un fiore di albero del drago smaltati di verde con una stella a cinque punte smaltata di nero al centro. I raggi sono incisi da una foglia all'altra.

- La placca è un pentagono con angoli arrotondati d'oro. Al centro della stella vi è un medaglione rotondo raffigurante una foglia e un fiore di albero del drago smaltati di verde con una stella a cinque punte smaltata di nero al centro. I raggi sono incisi dal medaglione ai bordi.

- Il nastro è verde con due strisce gialle.